# Nikolái Yudénich
Nikolái Nikoláyevich Yudhényc (en ruso: Николай Николаевич Юденич; Moscú, 18 de julio de 1862 (30 de julio en el Calendario juliano)-Saint-Laurent-du-Var, 5 de octubre de 1933), fue un comandante del ejército Imperial Ruso durante la Primera Guerra Mundial. Fue líder del movimiento blanco durante la Guerra civil rusa.

## Primeros años

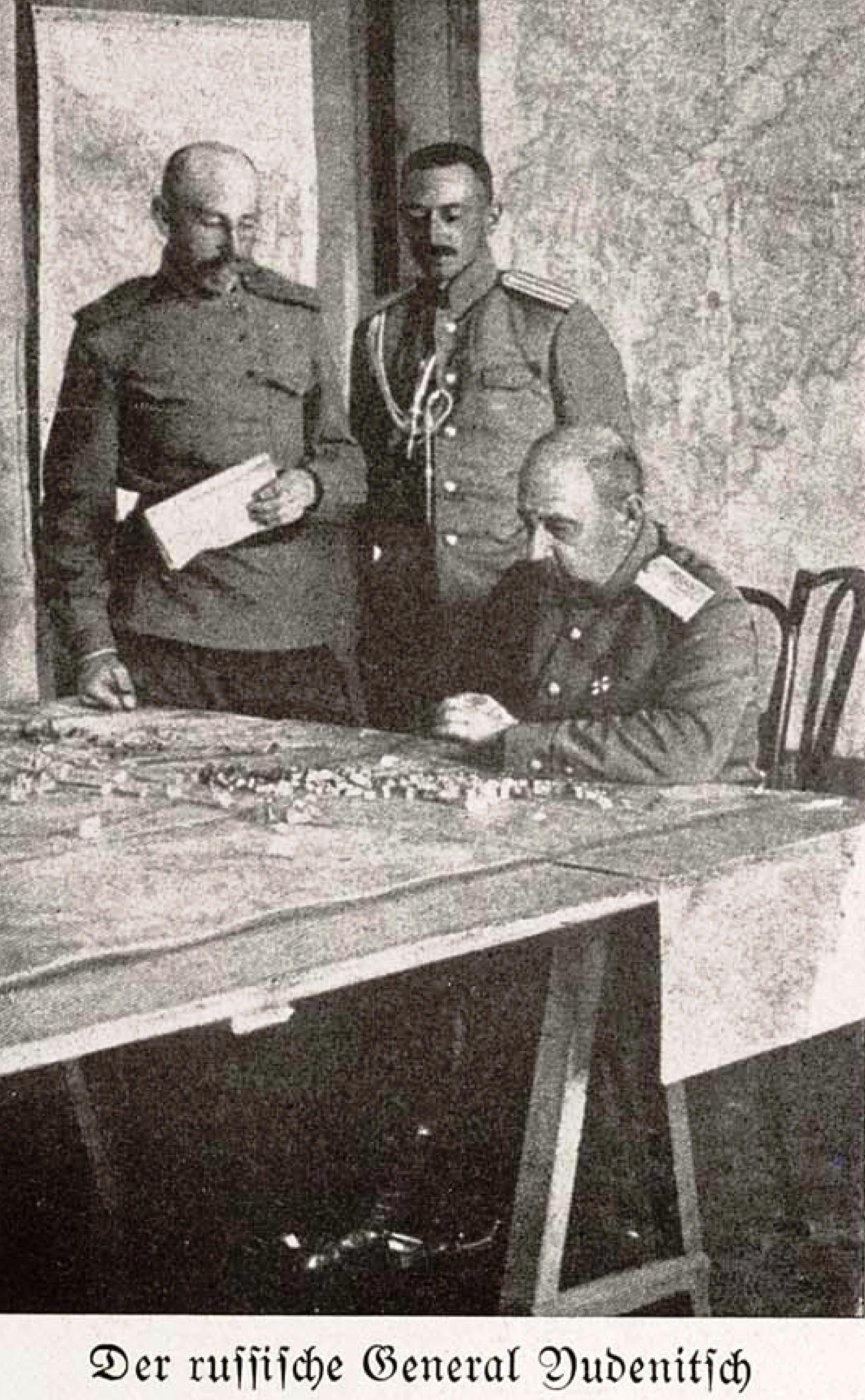
Nikolai Yudenich (sentado).

Se graduó en la Escuela Militar Aleksándrovskoe en 1881, y en la Academia del Estado Mayor en 1887. Sirvió en la guerra ruso-japonesa. Jefe del Estado mayor del ejército del Cáucaso durante la Primera Guerra Mundial se enfrentó exitosamente a los turcos comandados por Enver Bajá y  fue uno de los más exitosos generales rusos durante la Primera Guerra Mundial.

## Últimos años
Posteriormente fue uno de los líderes del Movimiento Blanco durante la Guerra Civil Rusa (1918-21). Dirigió las fuerzas antibolcheviques del Báltico. Comandó sin éxito un avance sobre Petrogrado con el apoyo británico; posteriormente marchó al exilio.